# Desa Sukajadi (administrativ by i Indonesien, Jawa Barat, lat -6,17, long 107,20)
Desa Sukajadi är en administrativ by i Indonesien.   Den ligger i provinsen Jawa Barat, i den västra delen av landet, 40 km öster om huvudstaden Jakarta.